# Fisetin
Fisetin ist ein in Pflanzen vorkommender gelber Naturfarbstoff, der als Oxidationsprodukt des Fisetinidins zur Stoffgruppe der Flavonole gehört und somit ein Derivat des Chromens darstellt.

## Vorkommen

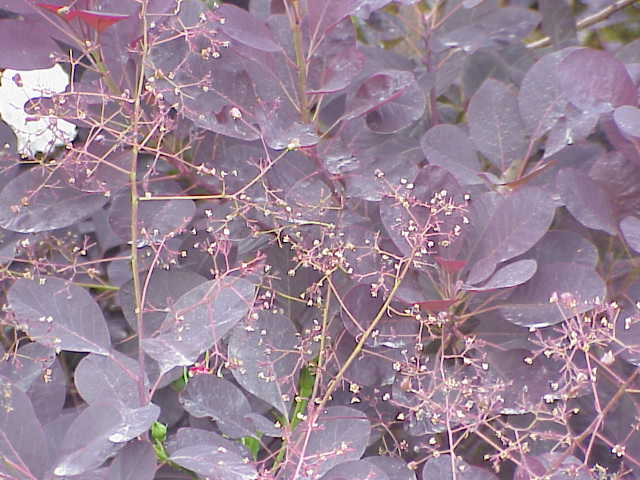
Perückenstrauch (Cotinus coggygria)

Fisetin kommt im Perückenstrauch (auch Fisetholz, daher der Name) vor; von dessen lateinischem Namen Cotinus coggygria bzw. Rhus cotinus leitet sich die alternative Bezeichnung Cotinin ab. Lebensmittel, die Fisetin enthalten, sind beispielsweise Äpfel, Kakis, Trauben, Gurken, Erdbeeren und Zwiebeln.

## Eigenschaften
Verdünnte Lösungen des Stoffes in ethanolischer Natronlauge zeigen eine dunkelgrüne Fluoreszenz.

## Biologische Wirkungen
Fisetin ist schwach giftig und soll eine mutagene Wirkung besitzen. Es vermindert außerdem die Toxizität von Aflatoxinen.
Eine Studie von P. Maher et al. zeigt, dass Fisetin auch das Langzeitgedächtnis fördert.
Yousefzadeh et al. haben eine senolytische Wirkung von Fisetin sowohl in Zellkulturen als auch in Mäusen nachgewiesen. Bei den untersuchten Mäusen führte die orale Verabreichung von Fisetin zu einer Verzögerung von Krankheitssymptomen und zu einer verlängerten Lebensspanne (im Median und auch maximal). Über die senolytische Wirkung von Fisetin in Zellkulturen hatten zuvor auch bereits Zhu und Doornebaal et al. berichtet.